# Pajuelera
Nicolasa Escamilla  plus connue sous le pseudonyme de  la  « Pajuelera » est la première femme torero connue de l'histoire de la tauromachie. Ses performances à cheval ont été immortalisées par la planche no 22 de La Tauromaquia de Francisco de Goya.

## Présentation et carrière
Née à Valdemoro, province de Madrid, en 1776, elle est d'abord petite marchande d'allumettes, activité qui lui vaut son apodo (Pajuelera = de Paja, paille). À une époque où les femmes ne se présentaient pas dans l'arène, Goya a cru bon de mettre son action sur le compte de son courage viril, d'autant plus qu'elle n'avait pas un aspect très féminin selon les critères de l'époque.
Au moment où Goya réalise la gravure, cette femme torero, cavalière hors du commun, avait déjà fait le tour de toutes les grandes plazas d'Espagne, remportant des succès à chaque fois. Le peintre qui l'avait vu toréer lorsqu'il était jeune, avait été impressionné par cette « maîtresse-femme ». Il réalisa la gravure qui devait l'immortaliser lorsqu'il avait soixante ans, alors que la « Pajuelera » avait déjà conquis toutes les plazas d'Espagne, y compris celle de Madrid, à une époque où la corrida était beaucoup plus violente qu'elle ne l'est de nos jours (cette notule a été écrite en 2003). La date de la mort de la Pajuelera reste inconnue.